# سلحفاة بولسون
سلحفاة بولسون أو السلحفاة المكسيكية العملاقة أو السلحفاة المستطيلة الصفراء هي نوع من السلاحف البرية التي تعيش في قارة أمريكا الشمالية، وهي إحدى أربعة أنواعٍ تنتمي إلى جنس السلاحف الأمريكية. تعد سلحفاة بولسون أكبر سلاحف أمريكا الشمالية على الإطلاق، إذ يبلغ طولها حوالي 46 سنتيمترات. تعيش هذه السلحفاة في منطقةٍ من صحراء شيواوا تسمى «بولسون دي مابيمي»، وهي تقع في شمال وسط المكسيك.

## التهديدات والحماية
اكتشفت السلحفاة في عام 1959، ويقال إنَّ مجموعة الباحثين الذين اكتشفوها كانوا مارِّين بمزرعة في منطقة بولسو دي مايبيمي، فلفت نظرهم أنهم رأوا الدجاج يأكل صدفة سلحفاةٍ كبيرة، وعندما سئلوا عنها السكان المحليّين أخبروهم بأنها كانت «سلحفاة الصحراء الكبيرة». في عام 1979، أنشأت محمية بولسون للمحيط الحيوية بمساحة 340,000 هكتارٍ لحماية هذه السلاحف والحيوانات الأخرى في منطقة بولسون. لكن على الرُّغم من ذلك، لا زال يتم انتهاك المحمية والقيام بأنشطةٍ ضارِّة ببيئتها الطبيعية نتيجة قلة الرقابة.
آخر تعدادٍ أجري لسلاحف بولسون والذي يعود إلى عام 1983 أظهر أنه قد بقي منها أقلّ من 10,000 رأس. السبب الأساسي وراء انحدار أعداد السلاحف هو الصيد لأجل الطعام أو البيع لمحالّ الحيوانات الأليفة، كما إن الأنشطة الزراعية والصناعية تُمثِّل مشكلة أخرى. منذ 40 عاماً.